# غيلبرت إف. وايت
غيلبرت إف. وايت (بالإنجليزية: Gilbert F. White)‏ هو جغرافي أمريكي، ولد في 26 نوفمبر 1911 في شيكاغو في الولايات المتحدة، وتوفي في 5 أكتوبر 2006 في بولدر في الولايات المتحدة.